# Concepción de Ataco
Concepción de Ataco est une municipalité du département d'Ahuachapán au Salvador.

## Jumelages
- Fountain Hills (États-Unis)[1]